# Torre Sabea
Torre Sabea è una torre costiera del Salento situata nel comune di Gallipoli, in località Crocefisso. Venne costruita con scopi difensivi nel XVI secolo e sorge a 6 m s.l.m.

## Storia e struttura
La torre, è costruita con conci irregolari e presenta una pianta tronco-piramidale con tre caditoie per lato. Simile alla vicina Torre San Giovanni la Pedata, possiede un interno con copertura a botte in cui furono successivamente costruiti un camino e un pozzo.
Comunicava a sud con le fortificazioni settentrionali di Gallipoli e a nord con Torre dell'Alto Lido.
Torre Sabea è caduta in stato di totale abbandono nel corso della seconda metà dell'Ottocento. La parete sud dell'edificio, esposta a scirocco, era crollata. Nel 1975 Luigi Mollona ha ottenuto la concessione della Torre e ha affidato all'architetto Vittorio Faglia un progetto di recupero e restauro che ha portato Torre Sabea allo stato in cui la si può ammirare oggi. Attualmente Torre Sabea è in concessione alla famiglia Mollona.